# Lavender’s Blue
Lavender’s Blue ist ein Gedichtband mit rund 150 Mother-Goose-Reimen, der 1954 von der kanadischen Buchkritikerin und Bibliothekarin Kathleen Lines zusammengestellt und von Harold Jones illustriert wurde.

## Inhalt
Die meisten der in Lavender’s Blue enthaltenen Kinderreime wie Mary Had a Little Lamb oder As I Was Going to St Ives bzw. die darin vorkommenden Mother-Goose-Figuren wie Humpty Dumpty oder Jack & Jill sind vornehmlich in Angloamerika und Großbritannien bekannt. Das Wiegenlied Schlaf, Kindlein, schlaf (in Lavender’s Blue der Reim Sleep, baby, sleep) ist wahrscheinlich einer der wenigen Kinderreime, den man auch im deutschsprachigen Raum kennt. Der Titel des Gedichtbandes geht auf folgenden Eröffnungsreim zurück:
Lavender’s blue, dilly, dilly,

Lavender’s green;

When I am king, dilly, dilly,

You shall be queen.
Unter anderem finden sich in Lavender’s Blue auch Gedichte, die in gereimter Form das Alphabet oder die Ziffern von 1 bis 20 behandeln. Am Ende des Buchs werden außerdem noch Anleitungen gegeben, wie man mit Kindern die im Buch enthaltenen Reime und deren Rhythmen auf spielerische Art und Weise (durch Klatschen, Fingerspiele, Tanzen etc.) noch lebendiger machen kann.

## Rezeption
Die American Library Association schreibt in ihrer Begründung für die Aufnahme von Lavender’s Blue in die Liste der hervorragenden Kinderbücher: „Dieses englische Buch mit Kinderreimen könnte sich als eines der beliebtesten Mother-Goose-Bücher erweisen … die Bilder haben eine manierierte, malerisch altmodische und doch zeitlose Qualität, die genau richtig erscheint. Das Buch bietet endloses Seh- und Hörvergnügen, denn jeder der etwa 150 Reime ist illustriert …“ Jacqueline Wilson schreibt in ihrer Buchrezension: „Kahtleen Lines war die Kinderbuch-Spezialistin, die diese umfassende Sammlung von Kinderreimen zusammengetragen hat, aber erst durch die unverwechselbaren, klaren, sehr detaillierten Illustrationen des preisgekrönten Künstlers Harold Jones wird Lavender’s Blue zu einem Werk, das in keinem Bücherregal fehlen darf.“ In der Rezension von Children’s Bookwatch heißt es: „Das Ergebnis der Zusammenarbeit von Lines und Jones ist ein wundervoller Gedichtband für Kinder, der die Eleganz des neunzehnten Jahrhunderts und das zeitlose Erbe der Reime widerspiegelt. Besonders erwähnenswert ist, dass am Ende von Lavender’s Blue mehrere Seiten mit Kinderreimspielen zu finden sind! Lavender’s Blue ist ein wunderschöner Gedichtband, der für die Sammlung von Gedichten für Kinder in Privat-, Familien-, Schul- und Gemeindebibliotheken wärmstens empfohlen wird.“

## Besonderheit
Die Illustrationen in Lavender’s Blue erinnern ein wenig an die Zeichnungen aus Heinrich Hoffmanns Struwwelpeter.

## Referenzen
Lavender’s Blue ist in dem literarischen Nachschlagewerk 1001 Kinder- und Jugendbücher – Lies uns, bevor Du erwachsen bist! für die Altersstufe 0–3 Jahre enthalten.

## Ausgaben
- Lavender’s Blue. A Book of Nursery Rhymes. Oxford University Press, UK 1954 (englisch, librarything.com).